# Tam Thanh, Phú Quý
Tam Thanh là một xã thuộc huyện Phú Quý, tỉnh Bình Thuận, Việt Nam.

## Địa lý
Xã Tam Thanh có diện tích 6,67 km², dân số năm 1999 là 7.564 người, mật độ dân số đạt 1.134 người/km².

## Hành chính
Xã Tam Thanh được chia thành 3 thôn: Mĩ Khê, Hội An, Triều Dương.